# Clefs-Val d’Anjou
Clefs-Val d’Anjou – dawna gmina we Francji, w regionie Kraj Loary, w departamencie Maine i Loara. W 2010 roku liczba ludności wynosiła 1331 mieszkańców.
Gmina została utworzona 1 stycznia 2013 roku z połączenia dwóch ówczesnych gmin: Clefs oraz Vaulandry. Siedzibą gminy została miejscowość Clefs. Jednak już 1 stycznia 2016 roku gmina ta przestała istnieć. Wówczas połączono 10 wcześniejszych gmin: Baugé-en-Anjou, Bocé, Chartrené, Cheviré-le-Rouge, Clefs-Val d’Anjou, Cuon, Échemiré, Fougeré, Le Guédeniau oraz Saint-Quentin-lès-Beaurepaire. Siedzibą gminy została miejscowość Baugé-en-Anjou, a nowa gmina przyjęła jej nazwę.